# Hypena tristrigatalis
Hypena tristrigatalis là một loài bướm đêm trong họ Erebidae.